# Półwieś (Spytkowice)
Półwieś ist eine Ortschaft mit einem Schulzenamt der Landgemeinde Spytkowice im Powiat Wadowicki der Woiwodschaft Kleinpolen in Polen.

## Geographie
Der Ort liegt im Pogórze Wielickie. Die Nachbarorte sind Spytkowice im Osten und Süden, Smolice im Westen, sowie Okleśna im Norden (nördlich der Weichsel).

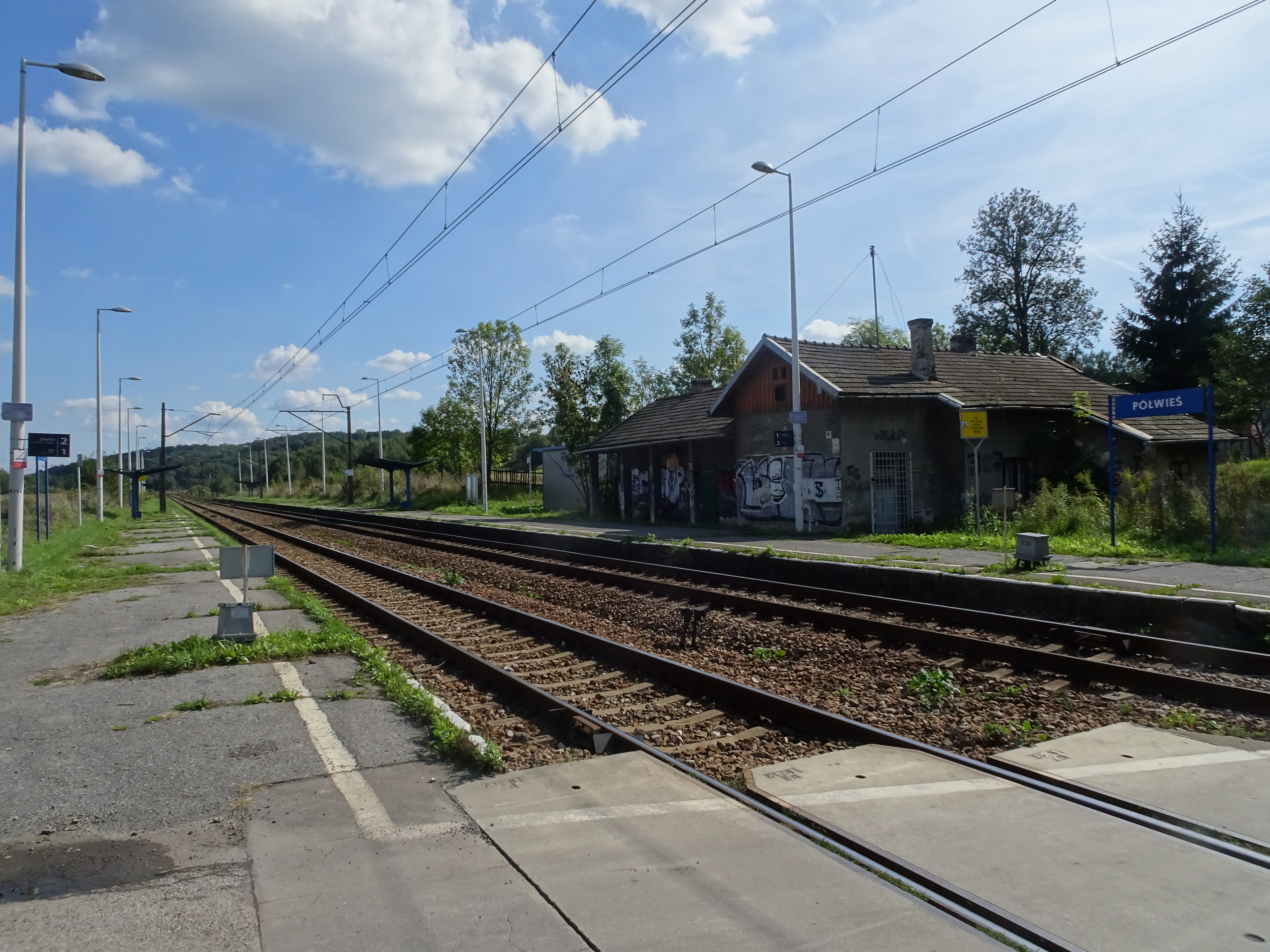
Zughaltestelle

Durch Półwieś verläuft die Staatsstraße DK 44, die Gliwice durch Oświęcim mit Kraków verbindet, sowie die Bahnlinie Nr. 94 (Oświęcim – Kraków Płaszów).

## Geschichte
Das Gebiet zwischen den Flüssen Skawa im Westen und Skawinka im Osten (mit Ausnahme des Radwanitenkorridors) wurde im Jahr 1274 von Kleinpolen abgetrennt und ans Herzogtum Oppeln angeschlossen. Das Herzogtum Oppeln wurde 1281 nach dem Tod von Wladislaus I. von Oppeln geteilt. Ab 1290 gehörte das Gebiet zum Herzogtum Teschen und seit 1315 zum Herzogtum Auschwitz, das ab 1327 unter der Lehnsherrschaft des Königreichs Böhmen war.
Die Tyniecer Benediktiner schrieben zwischen den Jahren 1283 bis 1286 eine Fälschung, die behauptete, dass u. a. das Dorf villae nostri Polousie im Jahr 1250 von Wladislaus I. von Oppeln-Ratibor an das Kloster verliehen wurde. Die Fälschung bestätigt jedoch die Existenz des Dorfs in einem schlesischen Herzogtum in den 1280er Jahren. Der Name bedeutet auf Deutsch Halb(en)dorf und wurde im Jahr 1449 im lateinischen als Media Villa erwähnt. Danach wurde es vom Kloster Mogila gekauft und mit Ryczów, Woźniki und Zygodowice gehörte es zu den Zisterziensern bis zum späten 18. Jahrhundert.
Seit 1445 gehörte es zum Herzogtum Zator, dieses wurde im Jahr 1494 an den polnischen König verkauft. Anschließend wurde das Herzogtum Auschwitz-Zator im Jahr 1564 völlig dem Königreich Polen angeschlossen, als Kreis Schlesien der Woiwodschaft Krakau, ab 1569 in der polnisch-litauischen Adelsrepublik.
Nach Jan Długosz hatte das Dorf Poluwsze (1470–1480) eine Filialkirche von Ryczów (villa sub parochia ecclesiae de Riczow sita).
Bei der Ersten Teilung Polens wurde Półwieś 1772 Teil des neuen Königreichs Galizien und Lodomerien des habsburgischen Kaiserreichs (ab 1804). Ab 1782 gehörte es dem Myslenicer Kreis (1819 mit dem Sitz in Wadowice). Nach der Aufhebung der Patrimonialherrschaften bildete es nach 1850 eine Gemeinde im Gerichtsbezirk Wadowice im Bezirk Wadowice, ab 1891 im Gerichtsbezirk Zator, der 1910 mit Gerichtsbezirk Oświęcim vereinigt wurde, um den Bezirk Oświęcim zu gründen.
1918, nach dem Ende des Ersten Weltkriegs und dem Zusammenbruch der k.u.k. Monarchie, wurde Półwieś wieder Bestandteil von Polen. Unterbrochen wurde dies nur durch die Besetzung Polens durch die Wehrmacht im Zweiten Weltkrieg.
Von 1975 bis 1998 gehörte Półwieś zur Woiwodschaft Bielsko-Biała.
Bis 31. Dezember 2006 gehörte es der Gemeinde Brzeźnica.